# Ārmīch Kolā
Ārmīch Kolā (persiska: آرميچ كلا) är en ort i Iran.   Den ligger i provinsen Mazandaran, i den norra delen av landet, 150 km nordost om huvudstaden Teheran. Antalet invånare är 805.
Terrängen runt Ārmīch Kolā är mycket platt, och sluttar norrut. Runt Ārmīch Kolā är det tätbefolkat, med 849 invånare per kvadratkilometer. Närmaste större samhälle är Babol, 12,5 km söder om Ārmīch Kolā. Trakten runt Ārmīch Kolā består till största delen av jordbruksmark.